# 리히용
리히용(미상 ~ )은 조선민주주의인민공화국의 정치인이다. 조선로동당 중앙위원회 위원이다.

## 경력
함경북도 당 위원회 부위원장을 거쳐 2017년 10월 7일에 당 중앙위원회 제7기 제2차 전원회의에서 당 중앙위원회 위원 겸 함경북도 당위원회 위원장으로 선출되었다. 2024년 12월, 조선로동당 당 비서 겸 간부부장에 임명되었다.